# Celrà
Celrà est une commune de la province de Gérone, en Catalogne, en Espagne dans la comarque de Gironès.

## Jumelages
La ville de Celrà est jumelée avec la ville d'Alénya (Pyrénées-Orientales).